# طراد القاضي
د. طراد سعود القاضي طبيب أردني، وهو ابن الشيخ سعود القاضي أحد أشهر القضاة العشائريين في شمال الأردن. تسلم وزارة الصحة في السبعينات. استقال إثر أزمة مع رئيس الوزراء بسبب مواقفه السياسية الحادة واتهامه لعدد من وزراء الحكومة بتجاوزات مالية وإدارية. بعد انتخابات 1993م توفي شقيقه نواف القاضي فانتخب بدلاً عنه نائبا عن بدو الشمال. اعتزل السياسة بينما ظل يعمل بعيادته شبه المجانية بمدينة إربد حتى وفاته.
موقع الدكتور طراد القاضي الرسمي